# Kunuku

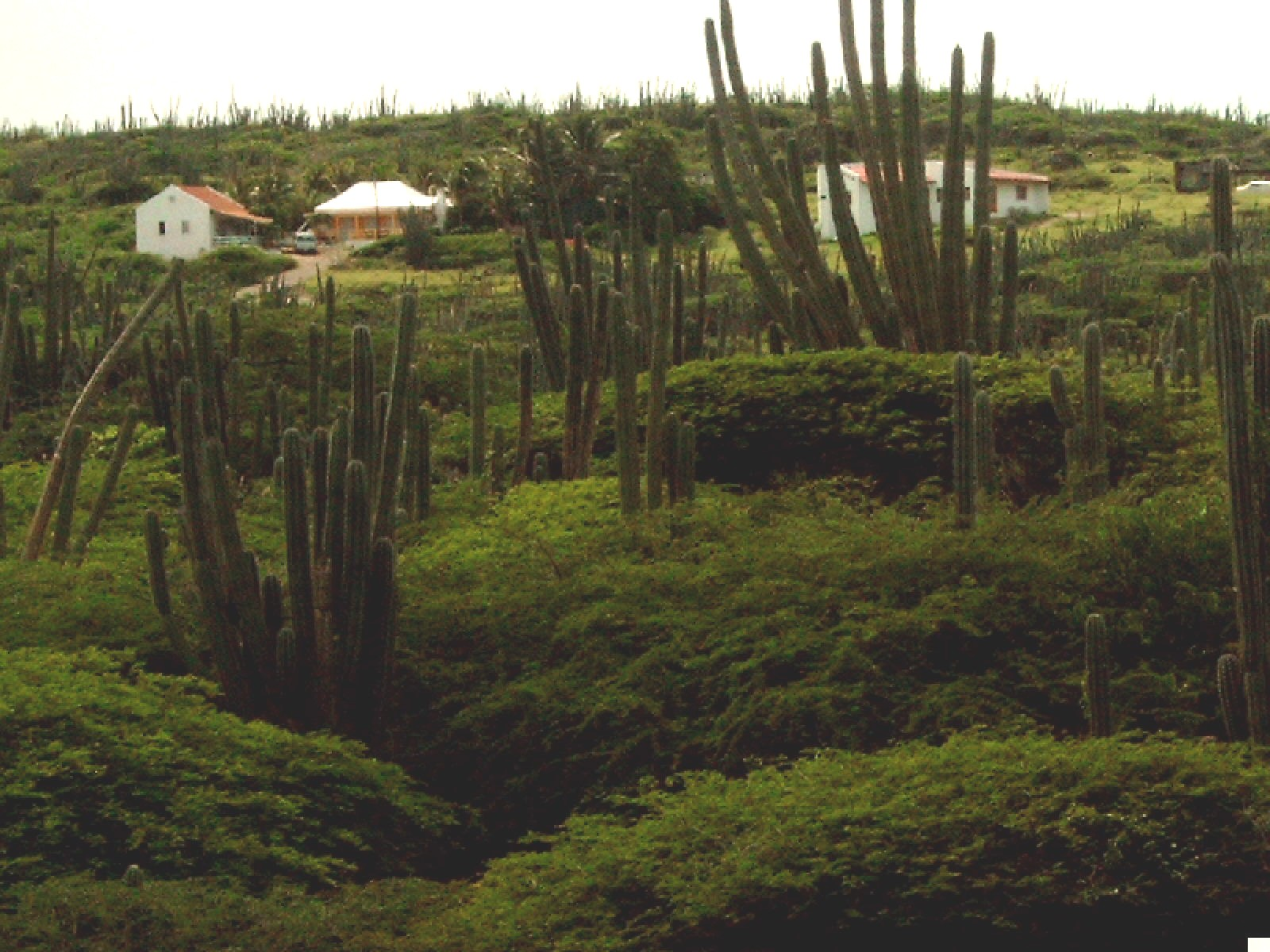
De kunuku op Aruba

Kunuku (Papiamentu) – in sommige publicaties ook fonetisch geschreven als koenoekoe, knoekoe en knuku – is de algemene benaming die op de Benedenwindse Eilanden gebruikt wordt voor het landelijke gedeelte van de eilanden, gelegen buiten de dorpen of steden.
Het woord is afgeleid van het Indiaanse conuco, een naam die door de Spaanse bezetters van de Antillen en Venezuela werd overgenomen. Het woord kan zowel de betekenis hebben van platteland als plantage. Wordt echter onontgonnen wildernis bedoeld, dan wordt dat aangeduid met het woord 'Mondi'. Ooit ontgonnen maar weer verwilderd terrein wordt ten onrechte vaak met 'Mondi' aangeduid. Grote gedeelten van de mondi bestaan uit niet in cultuur gebracht gebied met wildgroei (dividivi, aloë, cactussoorten als de agave). Verwilderde kunuku kenmerkt zich door een overwoekering met de doornige wabi struik en wordt veelal begraasd door geiten.
Vanwege hun verlatenheid kennen zowel mondi als kunuku een rijke verscheidenheid aan vogels en dieren die in een droog, rots- en woestijnachtig klimaat kunnen leven. Stukken van de mondi zijn in de loop der tijd echter in cultuur gebracht als landbouwgrond, afgepaald als veelteeltgebied of afgedamd voor zoutpannen en zo tot kunuku verworden. In de kunuku vindt men een sterk verspreide bewoning. Wie een huis op het platteland heeft, zegt ‘ik woon in de kunuku’. Vroeger werden hier veel traditionele huisjes van leemsteen gebouwd, zoals de cas di torto op Aruba.

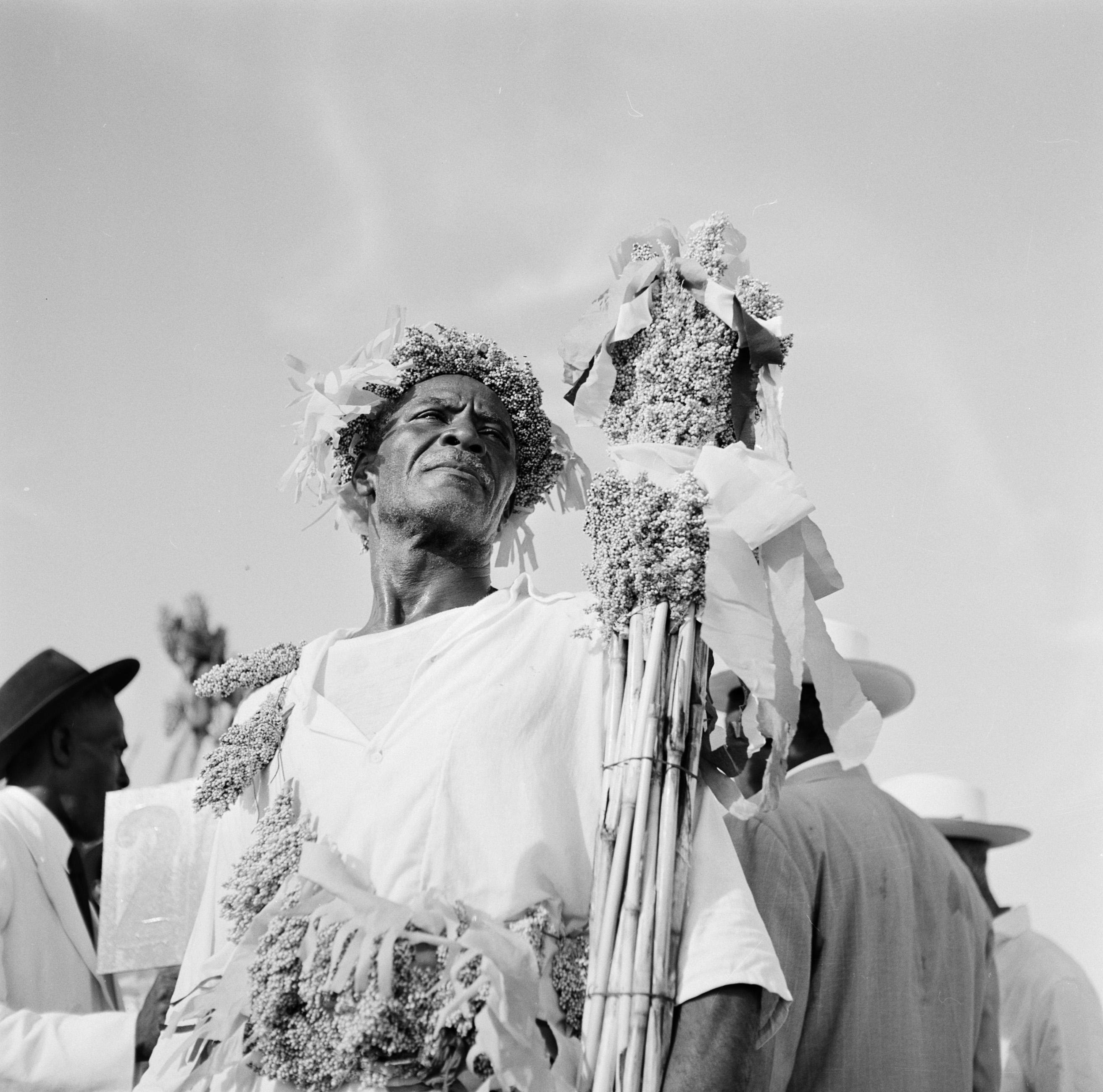
Bewoner van de Kunuku (Barber) geportretteerd in 1955

## Verwante Papiamentu woorden en uitdrukkingen
- bida di kunuku: plattelandsleven
- hende di kunuku: plattelandsmens
- kas di kunuku: plattelandshuis, soms ook: buitenhuisje
- kunuku bieu no sa falta batata: oude liefde roest niet
- karga di tur kunuku ta yena Punda: vele kleintjes maken een grote
- Mucha di kunuku: een weinig intelligent (boers) persoon (spottend bedoeld)